# AllOfMP3
AllOfMP3 est une boutique de musique en ligne, basée en Russie, fondée en 2000 par la société Media services.
Cette boutique vend de la musique en différents formats standard tels le MP3, l'Ogg ou le MPC Musepack et sans DRM (protection) en suivant la législation russe.
Cela crée une controverse sur sa légalité dans d'autres pays. 

## Procès
Aux États-Unis, la RIAA (Recording Industry Association of America) a notamment engagé un procès contre cette boutique, lui réclamant 1 650 milliards de dollars (1,65 trillon USD).

L'organisme russe de gestion des droits d'auteurs, l'équivalent en France de la Société des auteurs, compositeurs et éditeurs de musique est la Roms.
La plainte de la RIAA fut déposée le 18 décembre 2006 au nom de Sony BMG Music Entertainment, EMI, Universal Music Group et Warner Music Group, et réclame le montant maximum d'amende selon la législation américaine, de 150 000 $ par fichiers, sur la totalité des 11 millions de morceaux téléchargés entre juin et octobre 2006.
En France, la SACEM et la SDRM (Société pour l'Administration du Droit de Reproduction Mécanique des Auteurs, Compositeurs et Éditeurs)  ont lancé des poursuites contre le site dans le but de faire cesser la vente jugée illégale de leurs œuvres sur le site russe. L’autre site russe MP3sugar.com est également accusé des mêmes maux que son compatriote. Moins médiatisé, il reste cependant poursuivi pour les mêmes motifs.
Les deux sites russes proposent en effet des morceaux français, sans aucune rémunération des auteurs, compositeurs et des éditeurs hexagonaux,.
Courant le mois de juillet 2007, le site AllOfMP3 a été finalement fermé sous la pression, mais un autre site baptisé Mp3sparks.com copie quasi conforme de l'ancien site a ouvert ses portes sur le Web, reprenant tous les comptes clients du site originel. Ce nouveau site est aussi édité par la société Media services.

## Popularité
AllofMP3 aurait attiré selon le Times 5,5 millions de clients et générait un chiffre d'affaires annuel estimé à 30 millions de dollars. 